# Скара (Швеція)

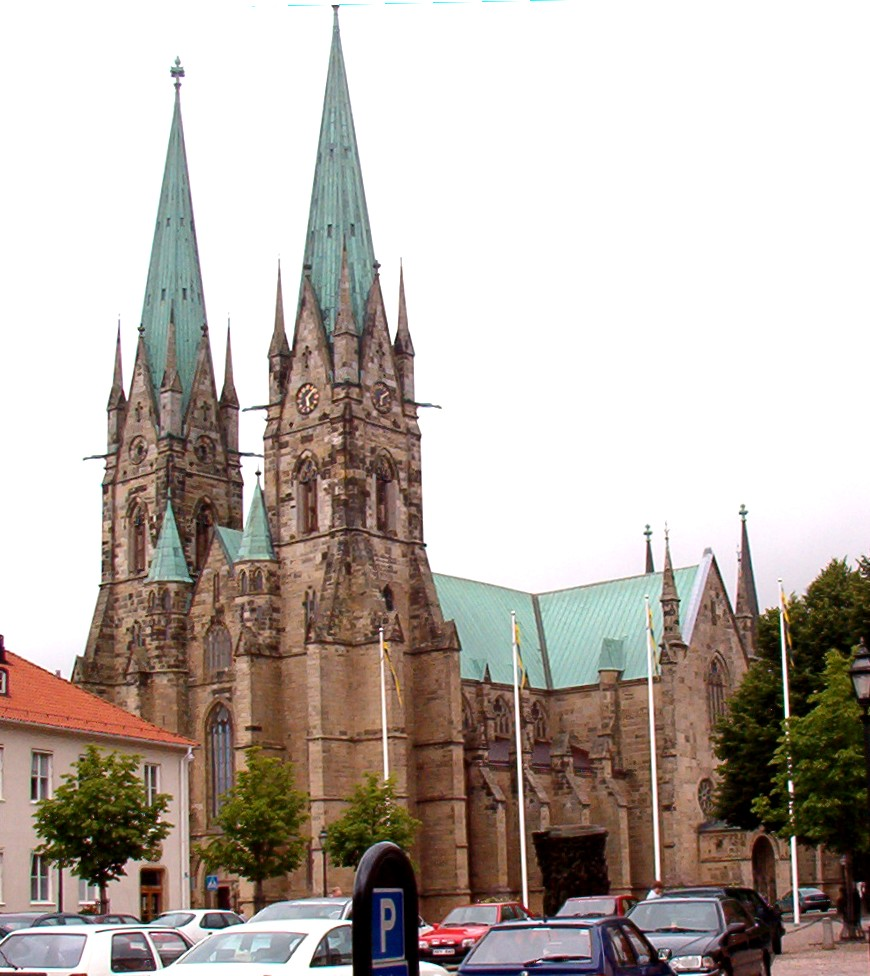
Собор у Скарі

Скара (швед. Skara) — місто в Швеції.

## Географія
Місто Скара перебуває на заході Швеції, на території лена Вестра-Йоталанд і історичної провінції Вестерйотланд. Воно лежить на єврошосе 20, у 150 кілометрах на північний схід від Гетеборга. Адміністративний центр комуни Скара.

## Історія
Засноване у 988 році. Ріст містечка Скара почався з 1050 року, після перенесення сюди центра першого християнського єпископства у Швеції. У Середньовіччя місто стає церковним і культурним центром провінції Вестерйотланд. Після проведеної у Швеції у 1527 році Реформації і конфіскації в ужиток короля усіх церковних володінь Скара поступово втрачає своє господарське і культурне значення, однак лишається важливим центром шкільної освіти. Заснована у Середньовіччя соборна школа у 1641 році стає гімназією; у 1774 році тут відкривається ветеринарне училище. Сьогодні у місті відкритий один з філіалів Шведського сільськогосподарського університету (швед.)(Sveriges lantbruksuniversitet).

## Пам'ятки
У Скарі зберігся ряд видатних пам'ятників середньовічної архітектури. Серед них варто відзначити стару Ринкову площу, готичний Кафедральный собор (другий за часом створення у країні) і ратушу, яка перебуває у «старому місті». Цікаві також будівлі гімназії і міської бібліотеки XIX століття.

## Міста-партнери
- Цефен, Німеччина

## Галерея

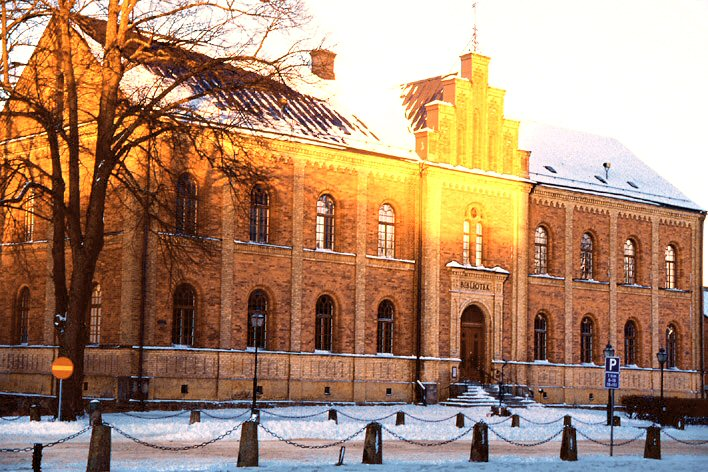
Міська бібліотека Скари

1. ↑  Statistiska tätorter 2018 – befolkning, landareal, befolkningstäthet — Статистичне управління Швеції, 2019.
2. 1 2  Statistiska tätorter 2023, befolkning, landareal, befolkningstäthet per tätort — Статистичне управління Швеції, 2024.